# Босасо
Босасо (сомал. Boosaaso, араб. بوساسو‎) — город в сомалийском регионе Бари. Является центром муниципалитета Босасо. Население — 433 471 чел. (по данным 2009 года). Де-факто входит в состав автономного государства Пунтленд.
Босасо — портовый город, экономическая столица Пунтленда. В нём проживают представители самых разных кланов и народов Сомали, хотя большинство населения составляют представители субклана Харти, входящего в сомалийский клан дарод.

## Климат
Климат Босасо чрезвычайно жаркий и засушливый.
| Показатель | Янв. | Фев. | Март | Апр. | Май  | Июнь | Июль | Авг. | Сен. | Окт. | Нояб. | Дек. | Год  |
| --- | ---- | ---- | ---- | ---- | ---- | ---- | ---- | ---- | ---- | ---- | ----- | ---- | ---- |
| Средняя температура, °C | 24,9 | 25,3 | 26,2 | 28,7 | 31,0 | 35,1 | 35,4 | 35,0 | 33,4 | 27,9 | 25,2  | 24,8 | 29,4 |
| Норма осадков, мм | 0    | 0    | 0    | 4    | 1    | 0    | 0    | 0    | 1    | 2    | 3     | 0    | 11   |
| Источник: http://www.levoyageur.net/weather-city-BOSASO.html, http://www.weather-and-climate.com/average-monthly-min-max-Temperature,Bosaso,Somalia |      |      |      |      |      |      |      |      |      |      |       |      |      |

## Административно-территориальное деление
Босасо разделён на 16 округов.

## История
Согласно античному географическому сочинению «Перипл Эритрейского моря», древнегреческие купцы посещали этот регион, лежащий на морском пути из Европы в Азию и называли его Мосилон.
Первое постоянное поселение (Бендер-Касим) на месте современного Босасо было основано в XIV веке сомалийским купцом по имени Касим. По легенде, современное название города происходит от клички любимого верблюда Касима, которого звали Босасо. Тем не менее, точных исторических данных на этот счёт нет. В средние века город был цитаделью клана харти и важным портом их султаната. С середины XVIII и до начала XX века город находился под властью султаната Миджуртин. Затем Босасо вошло в состав Итальянского Сомали. После Второй мировой войны Итальянское Сомали перестало существовать, на его месте была образована подопечная территория ООН, в её парламенте город Босасо представляли Хаджи Башир Исмаил Юсуф и Угаас Яссин Абдирахман.
В 1960 году, после объединения бывшего Итальянского Сомали и получившей независимость британской колонии, Босасо вошёл в состав новообразованного государства Сомали. В 1990-х годах, в результате гражданской войны в Сомали, город оказался на территории самопровозглашённого государства Пунтленд, в котором приобрёл значение как главный порт, в который заходят корабли, идущие из портов Красного моря и Персидского залива. Тем не менее, Босасо пришлось пережить погромы и убийства гражданского населения, имевшие место в 1992 году.

## Население
По данным на 2009 год, в городе проживало 433 471 человек. Данные оценочные, так как переписи в Пунтленде ни разу не проводилось. В пригородах проживают ещё примерно 50 тысяч человек, в основном, беженцы из Южного Сомали. Ко всему прочему, Босасо служит перевалочным пунктом и временным пристанищем для беженцев из смежных территорий вдоль Аденского залива, направляющихся, в первую очередь, в богатые страны Персидского залива. Население города растёт стремительно.
Помимо представителей различных сомалийских кланов, в городе проживают выходцы из Эфиопии и других стран Северо-Восточной Африки, а также небольшая группа арабов-махри.

## Экономика
В настоящее время город переживает бурный рост; перед началом гражданской войны в нём проживало всего 50 000 человек. В ходе же конфликта в Босасо начали приезжать в большом количестве представители народности харти, проживавшие до того в южных регионах страны. Несмотря на промышленный рост, имеющий место в Босасо с 2000-х годов, по прежнему самый значительный сектор экономики здесь представляет рыболовство.
В городе располагается штаб-квартира компании Golis Telecom Somalia — самого крупного оператора на рынке телекоммуникационных услуг на северо-востоке Сомали. Компания была создана в 2002 году и за это время покрыла своей сетью более 40 округов в Пунтленде и соседнем Сомалиленде — клиентам предоставляются услуги как стационарной и мобильной телефонной связи, так и выхода в интернет. Согласно журналу «The Economist», услуги компании являются самыми дешёвыми и доступными среди аналогичных во всей Африке. Помимо Golis Telecom Somalia, в городе работают NationLink Telecom и Telcom.

## Транспорт
Через Босасо проходит автотрасса, соединяющая города севера (например, Гарове и Галькайо) и юга страны.
В июне 2012 года правительственная организация Puntland Highway Authority закончила модернизацию дорожного полотна между Босасо и Гарове. В октябре 2012 года было начато восстановление дороги, связывающей Босасо с Кардхо. Также планируется соорудить новую дорогу, которая соединила бы прибрежные города в регионе.
Морской порт в городе был построен в 1980-х годах ещё в период правления Сиада Барре.
В городе есть международный аэропорт, второй по величине в стране. В 2008 году было заключено соглашение между компанией, управляющей аэропортом, и Lootah Group (из Дубая, ОАЭ) о строительстве в городе торговой зоны, а также современных комплексов морского порта и аэропорта. Как предполагается, новый комплекс аэропорта Босасо будет соответствовать всем международным стандартам.

## Образование
В Босасо действуют свыше 30 школ, в том числе, школа им. имама Намави (3200 учеников), Общественная средняя школа Босасо (более 2000 учеников), школа им. Шейха Хамдана (около 800 учеников), школы Алджнаех и Гариса. Услуги высшего образования предоставляют Восточноафриканский университет и Колледж Босасо, а также Puntland Nursing Institute. Различные программы в городе реализуют ЮНКТАД и Sam Greathouse School of Modern Technology.

## Отдых
В Босасо есть песчаные пляжи и чистая морская вода с рифами. В городе имеется большое количество интернет-кафе и магазинов, где посетители могут приобрести популярный в этих краях кат. Для гостей города работают такие отели и гостиницы, как Hotel Huruuse, Juba и др. Также туристов привлекает местная природа: горы, озёра и леса с дикими животными и растительностью, а также панорамные виды на окрестности.
В городе есть своё телевидение (SBC TV и ETN TV) и радио (Radio Midnimo).

## Города-побратимы
- Доха, Катар